# العلاقات الغانية الليبيرية
العلاقات الغانية الليبيرية هي العلاقات الثنائية التي تجمع بين غانا وليبيريا.

## مقارنة بين البلدين
هذه مقارنة عامة ومرجعية للدولتين:
| وجه المقارنة                                              | غانا         | ليبيريا      |
| --------------------------------------------------------- | ------------ | ------------ |
| المساحة (كم2)                                             | 238.53 ألف   | 111.37 ألف   |
| عدد السكان (نسمة)                                         | 26.91 مليون  | 4.73 مليون   |
| الكثافة السكانية (ن./كم²)                                 | 112.82       | 42.47        |
| العاصمة                                                   | أكرا         | مونروفيا     |
| اللغة الرسمية                                             | لغة إنجليزية | لغة إنجليزية |
| العملة                                                    | سيدي غاني    | دولار ليبيري |
| الناتج المحلي الإجمالي (بليون دولار)                      | 47.33 مليار  | 2.16 مليار   |
| الناتج المحلي الإجمالي (تعادل القوة الشرائية) بليون دولار | 115.41 مليار | 3.76 مليار   |
| الناتج المحلي الإجمالي الاسمي للفرد دولار أمريكي          | 1.37 ألف     | 455          |
| الناتج المحلي الإجمالي للفرد دولار أمريكي                 | 4.08 ألف     | 842          |
| مؤشر التنمية البشرية                                      | 0.579        | 0.430        |
| رمز المكالمات الدولي                                      | +233         | +231         |
| رمز الإنترنت                                              | .gh          | .lr          |
| المنطقة الزمنية                                           | 00           | 00           |

## مدن متوأمة
في ما يلي قائمة باتفاقيات التوأمة بين مدن غانية وليبيرية:
- ترتبط أكرا مع باينسفيل باتفاقية توأمة.[15][16]

## منظمات دولية مشتركة
يشترك البلدان في عضوية مجموعة من المنظمات الدولية، منها:
| علم المنظمة | اسم المنظمة                                 | تاريخ انضمام غانا | تاريخ انضمام ليبيريا |
| ----------- | ------------------------------------------- | ----------------- | -------------------- |
|             | مؤسسة التنمية الدولية                       | 29 ديسمبر 1960    | 28 مارس 1962         |
|             | البنك الإفريقي للتنمية                      | ?                 | ?                    |
|             | مؤسسة التمويل الدولية                       | 3 أبريل 1958      | 28 مارس 1962         |
|             | منظمة حظر الأسلحة الكيميائية                | ?                 | ?                    |
|             | الأمم المتحدة                               | 8 مارس 1957       | 2 نوفمبر 1945        |
|             | الاتحاد الدولي للاتصالات                    | 17 مايو 1957      | 10 أكتوبر 1927       |
|             | منظمة الشرطة الجنائية الدولية               | ?                 | ?                    |
|             | البنك الدولي للإنشاء والتعمير               | 20 سبتمبر 1957    | 28 مارس 1962         |
|             | الاتحاد البريدي العالمي                     | ?                 | ?                    |
|             | المركز الدولي لتسوية المنازعات الاستشارية   | 14 أكتوبر 1966    | 16 يوليو 1970        |
|             | وكالة ضمان الاستثمار متعدد الأطراف          | 29 أبريل 1988     | 12 أبريل 2007        |
|             | مجموعة دول أفريقيا والكاريبي والمحيط الهادئ | ?                 | ?                    |
|             | الاتحاد الأفريقي                            | ?                 | ?                    |
|             | يونسكو                                      | 11 أبريل 1958     | 6 مارس 1947          |

## أعلام
هذه قائمة لبعض الشخصيات التي تربطها علاقات بالبلدين:
- إدي واتسون (ممثل غاني، 22 مايو 1980 – )
- جوزيف أمواه (لاعب كرة قدم ليبيري، 4 أبريل 1981[22] – )
- جولييت إبراهيم (ممثلة غانية، 3 مارس 1986 – )

## وصلات خارجية
- موقع وزارة الخارجية الغانية
- موقع وزارة الخارجية الليبيرية